# Виступи граніту в с. Актове на річці Арбузинка
Пам'ятка природи місцевого значення «Виступи граніту в с. Актове на річці Арбузинка» була створена рішенням Миколаївського облвиконкому від 21.07.1972 № 391 «Про віднесення пам'яток природи місцевого значення за категоріями відповідно до нової класифікації та затвердження нововиявлених заповідних територій і природних об'єктів» на землях Вознесенського району, біля с. Актове Миколаївської області.
Площа — 5 га.

## Характеристика
Виступи граніту в с. Актове на річці Арбузинка включені до заказника «Актове» (деякі скелі сягають подекуди 30 метрів заввишки).

## Скасування
Рішенням Миколаївського облвиконкому від 23.10.1984 року № 448 «Про мережу території та об'єктів природно-заповідного фонду області» відбулось скасування статусу. Згодом територія була включена до складу новоствореного національного природного парку «Бузький гард»..